# Arnold III Huyn van Geleen
Arnold III Huyn van Geleen (omstreeks 1555 - voor 5 mei 1643), ook wel Arndt genoemd, was heer van Geleen en zoon van Arnold II Huyn van Amstenrade en van Anna van Groesbeek.

## Huwelijk en kinderen
In 1586 huwde hij met Margaretha van Bocholz, dochter van Godhart van Bocholz, heer van Grevenbroich en Wachtendonk, en van Alexandrina van Wittenhorst ter Horst de Rose de Wees.
Kinderen uit dit huwelijk:
- Arnold IV
- Willem, domheer, kanunnik en aartsdiaken te Luik. Willem was geboren in 1590. Er is weinig over hem bekend. Als hij in 1640 nog in leven was, werd hij samen met zijn broer Godfried door de Duitse keizer in de rijksgravenstand verheven.
- Godfried
- Alexandrina, op 21 juli 1624 huwde zij met Alexander II van Vehlen, heer van Raesfeld
- Anna Margaretha (omstreeks 1590 - 11 januari 1596), begraven in de kerk van Wachtendonck.

## Bezittingen en verpandingen

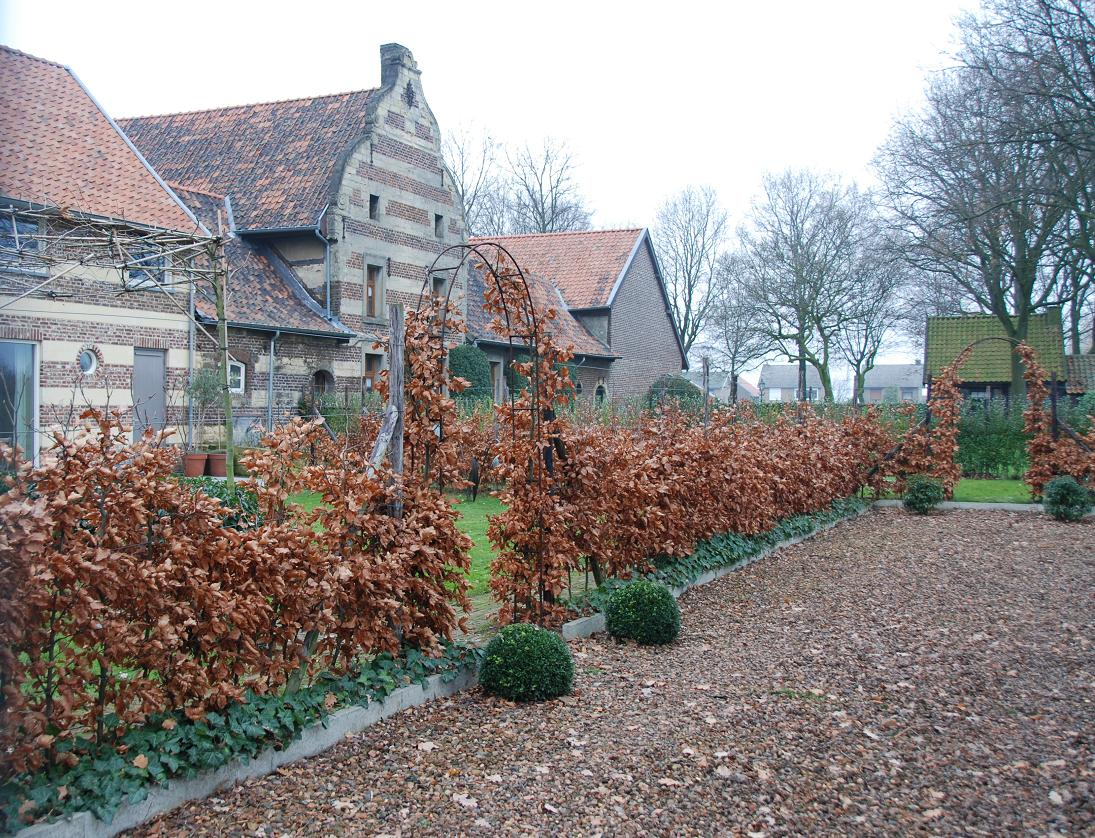
hoeve te Printhagen

Alhoewel zijn vader pas in 1579 overleed, verkreeg Arnold reeds in 1575 een aantal bezittingen van zijn vader, nadat zijn vader in 1575 tot drossaard van Valkenburg en tot gouverneur en kapitein-generaal van de Landen van Overmaas werd benoemd. Tot deze bezittingen behoorden de heerlijkheid Geleen, kasteel Sint-Jansgeleen, Kasteel Genbroek te Geverik en de twee hoeven te Printhagen. Vanaf 1594 werd Arnold beleend met de heerlijkheid Amstenrade.
In 1582 verhief hij te Valkenburg het kasteel Sint-Jansgeleen en de Geleenhof. In 1583 werden de Vroenhof te Beek en de hoeve Genhoof in de Spaubeekse wijk Hoeve, verheven.
Op 7 april 1585 werden zijn vaders erfgoederen met zijn broers en zussen verdeeld. Arnold behield hierbij kasteel Sint-Jansgeleen, de beide hoeven te Printhagen, de Geleenhof te Beek en de hof te Spaubeke tegen die kirke (Oude Kerk).
Op 15 oktober 1592 verpandt hij de beide hoeven van Printhagen, de hof te Nierbeke (Neerbeek) en de hof te Spauwbeke. Deze laatste kan zowel de hoeve bij de Oude Kerk van Spaubeek zijn geweest als de hoeve Genhoof in de huidige wijk Hoeve.
Op 26 mei 1597 verkocht hij, samen met zijn moeder Anna van Groesbeek, aan Philips van Bentinck en zijn echtgenote Alvesta van Flodrop, het Huis Witham bij Nieuwstadt.
Via de familie Van Groesbeek had Arnold ook belangen in het Land van Sittard. In 1610 bezat hij de hof Heumont te Susteren, leengoed van de heerlijkheid Born, die hij geërfd had van zijn moeder Anna van Groesbeek.
Op 20 juli 1636 geeft Arnold van Johan van Wittenhorst, heer tot Horst, aan dat de erfenis van zijn Johans nicht Margaretha van Wittenhorst geregeld dient te worden. Margaretha was de vrouw van Arnold IV, die reeds in 1624 was overleden.

### Heerlijkheden Oirsbeek en Brunssum
Op 1 april 1593 werden de pandschappen op de, reeds per 1557 verheven, heerlijkheden Oirsbeek en Bronshem (Brunssum) door Werner Huyn van Amstenrade aan Arnolds broer Willem verkocht. Omdat Willem toen in Spaanse krijgsdienst elders verbleef, trad zijn oudere broer Arnold III bij die overdracht in Willems naam op.

Op 14 mei 1593 liet Willem beide heerlijkheden te Valkenburg verheffen. Omdat Willem binnen het jaar was overleden, werden de heerlijkheden Oirsbeek en Brunssum, zoals omschreven in Willems testament, op 8 maart 1594 door Arnold III verheven.
Nadat zijn broer Willem kinderloos stierf, kocht hij van Werner Huyn op 1 april 1593 de heerlijkheden Oirsbeek en Bronshem (Brunssum). Op 8 maart 1594 verhief hij deze heerlijkheden.
Op 21 mei 1606 verkocht Arnold de heerlijkheden Oirsbeek en Brunssum aan zijn neef Werner Huyn van Amstenrade.
In 1609 werd de schepenbank van Oirsbeek, bestaande uit Oirsbeek, Amstenrade, Bingelrade en Merkelbeek, en de schepenbank van Brunssum, bestaande uit Brunssum, Schinveld en Jabeek, door de Spaanse regering verkocht aan Arnold. 

In 1610 droeg Arnold de heerlijkheid Oirsbeek en de heerlijkheid Brunssum over aan zijn neef Werner Huyn van Amstenrade.
De heerlijkheden Oirsbeek en Brunssum zouden later, in 1654, samen met de heerlijkheid Spaubeek en Geleen verheven worden tot een graafschap: het graafschap van Geleen.

### Heerlijkheid Geleen
Op 24 maart 1611 verkocht Arnold III, wegens geldgebrek, de heerlijkheid Geleen voor een rente van 800 gulden voor 12.800 gulden aan Johan Maes, heer van Hoepertingen. Hierbij werd de heerlijkheid als onderpand gesteld.
Op 29 november 1619 deed zijn Arnold III afstand van de heerlijkheid Geleen, ten gunste van zijn zoon Arnold IV, die in dat jaar trouwt. Hiertoe behoorden ook de hoeve behorende bij het slot van Geleen en de twee hoeven te Printhagen.

### Heerlijkheid Eijsden
Anna (Maria) Huyn van Geleen nam in haar testament uit 13 april 1606 op dat de heerlijkheid Eijsden na haar overlijden overgedragen zou worden aan Arnold III. Ook moesten haar bezittingen in Luxemburg verkocht worden om op de schulden van de heerlijkheid Eijsden in mindering te brengen.
Toen zij in 1610 stierf, droeg haar man, Willem de Lamargelle, als voogd over de kinderen, de heerlijkheid over aan zijn zwager, Arnold III.
De kinderen van Anna (Maria) en Willem verweten Arnold dat hij op een slinkse wijze in het bezit van de heerlijkheid was gekomen.
Naar aanleiding van de uitpsraak van de Soeveriene Raad van Brabant uit 1618 verkregen de kinderen van Anna (Maria) en Willem de heerlijkheid Eijsden.

## Militaire campagnes

### Vroege Tachtigjarige Oorlog
Arnold nam in de Tachtigjarige Oorlog (1568-1648) aan de zijde van koning Filips I  van Spanje dertig jaar lang actief deel aan de strijd tegen de troepen van Jan van Nassau, die in deze tijd vrijwel het gehele Opper-Gelre veroverde. Alexander Farnese heroverde deze streken echter voor Filips II. In 1579 nam Alexander Farnesse Maastricht in, waarna Jan van Nassau in 1580 zijn stadhouderschap over Gelder neerlegt.

De herovering van de Zuidelijke Nederlanden werd door Parma voltooid door de inneming van Antwerpen in 1585. Toch bleef men in Geleen de invloed van de Tachtigjarige Oorlog voelen door de voortdurende aanwezigheid van troepen.

### Kasteel Wachtendonk

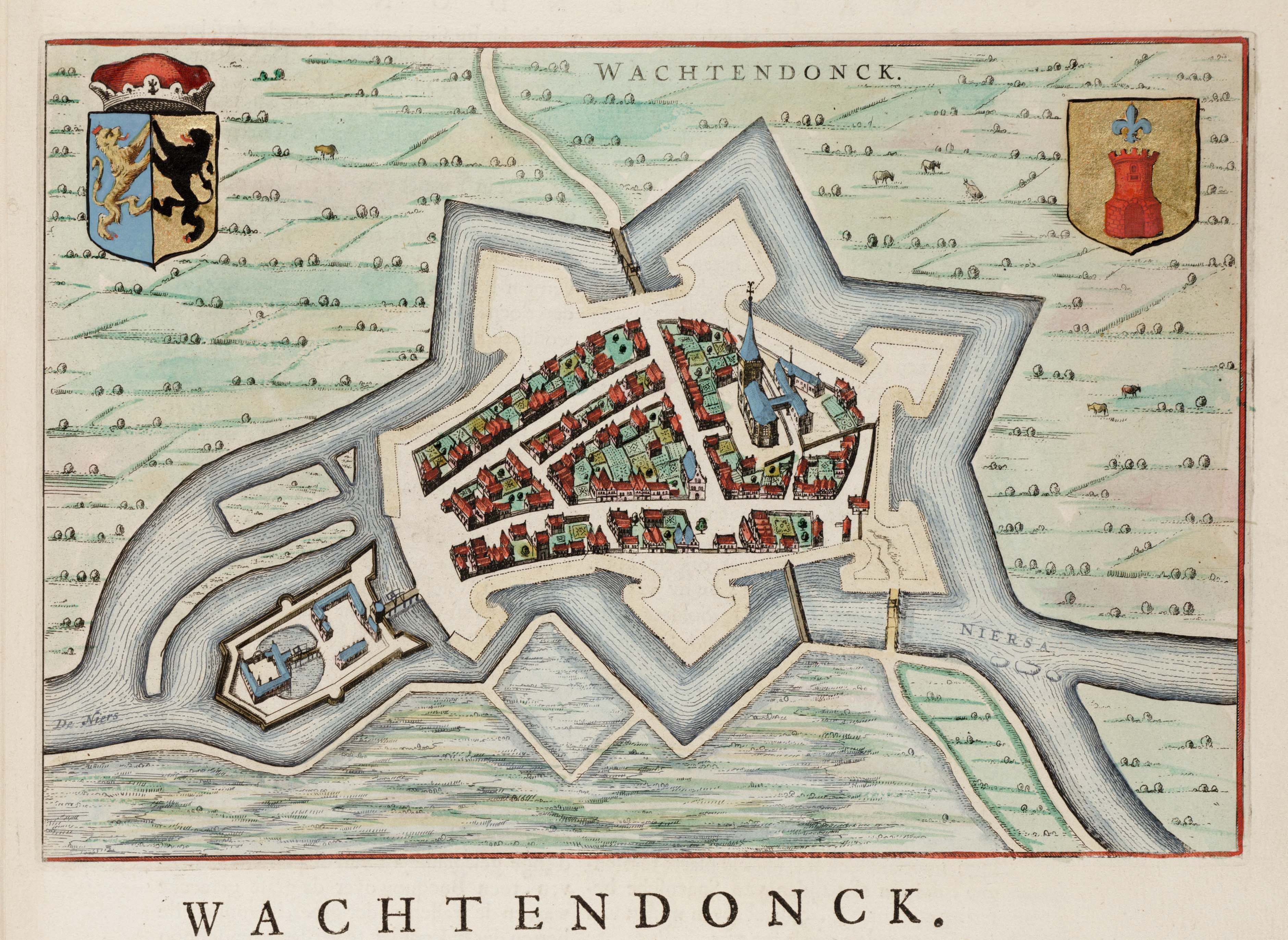
De nederzetting Wachtendonk met het kasteel (1649)

Van 1579 tot 1586, de periode dat Alexander Farnese bezig was de Zuidelijke Nederlanden aan Spanje te onderwerpen, stond Arnold aan het hoofd van Duitse, Italiaanse en Waalse voetknechten. Zij behoorden tot het leger van opperbevelhebber Philips van Bentinck, Heir tzo Bicht, die gezamenlijk met Alexander Farnese tegen Willem van Oranje vochten. Bijna dagelijks vonden gevechten met de troepen van Oranje plaats.

Philips van Bentinck was gouverneur te Straelen, die reeds in 1572 door Willem van Oranje was ingenomen. In hetzelfde jaar bemachtigde Oranje ook Wachtendonk en Roermond. In 1586 nam Alexander Farnese Venlo in. Philips van Bentinck werd benoemd tot gouverneur van Venlo. Hierdoor moest Venlo het vaandel van Arnold onderhouden, compagnie extraordinaire. Dit betekende zware lasten voor de stad, onder andere 16.664 gulden per maand. De troepen van Philips van Bentinck waren niet meer dagelijks in gevechten verwikkeld.

Gedurende deze korte rustperiode huwde Arnold met Margarehta van Bocholz.
Door toedoen van Alexander Farnese vertrok Arnold met zijn compagnie extraordinaire in 1587 uit Venlo en trok richting Wachtendonk. Hij kon het niet verkroppen dat de heerlijkheid Wachtendonk, bezit van zijn schoonvader en erfenis van zijn vrouw, in handen was van Willem van Oranje, die ze in 1572 wist te verorveren. Op 20 december 1588 wist Arnold Wachtendonk te veroveren en ging hij op het kasteel van Wachtendonk wonen.

Arnold werd in 1592 pandheer van Wachtendonk en was reeds van 1591 tot 1638 drost van de ambten Kriekenbeek en Erkelenz. Hiermee kreeg hij het recht om de vergadering van de Staten van het Overkwartier van Gelder bij te wonen als heer van Geleen, pandheer van Wachtendonk en drost van Kriekenbeek. De vereisten voor dit recht waren:
- Van adellijke afkomst: zowel 4 kwartieren van vaders als van moeders zijde.
- Meerderjarig met een rooms-katholieke geloofsovertuiging.
- In het bezit zijn van een algemeen erkend riddergoed, gelegen in het overkwartier, waarvan de vroegere eigenaars steeds als leden van de ridderschap op land- en kwartierdagen beschreven werden.[1]

Arnold is tot 1611 in het bezit geweest van dit recht. Waarschijnlijk verliest hij dit recht door liquidatie van diverse van zijn bezittingen, waarmee hij in 1610 begon.
In de nacht van 22 op 23 januari 1600 vielen de troepen van prins Maurits van Oranje, die zich bij Kleef bevond, kasteel Wachtendonk aan. Ze staken de bevroren grachten van het kasteel over en troffen weinig verzet aan. Op dat moment waren slechts 80 soldaten in het kasteel gelegerd. Zijn cavalerie was in de richting van Keulen aan het plunderen voor oorlogsbuit. Arnold raakte gewond en moest de stad Wachtendonk en het kasteel overgeven. Arnold werd krijgsgevangene, maar werd snel in vrijheid gesteld.

Aan het eind van het Beleg van Wachtendonk, op 28 oktober 1605, weten Spaanse troepen de stad Wachtendonk en het kasteel te heroveren, waarna het kasteel weer in handen van Arnold komt. Het kasteel blijft vervolgens in Huynse handen totdat Godefrida Huyn, bij de geboorte van haar dochter Maria-Dorothea von Salm, in 1667 komt te overlijden. Het kasteel gaat daarna door overerving over in handen van de familie Von Salm.

### Kasteel Amstenrade

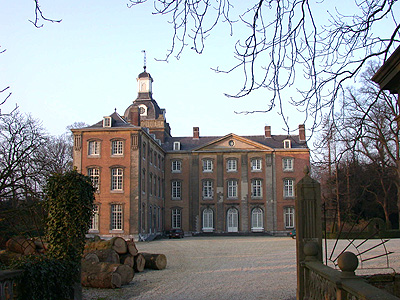
Kasteel Amstenrade anno 2006

Alhoewel documentatie over deze periode ontbreekt, vermoedt men dat Arnold een rol had bij de herovering van kasteel Amstenrade. Dit kasteel was reeds enkele generaties in het bezit van de familie Huyn, maar was tussen 1574 en 1578 in Staatse handen geraakt. In 1581 is er blijkbaar weer een Spaanse bezetting, die vermoedelijk gehandhaafd bleef. Een bewijs hiervoor is de verkoop, per 21 mei 1606, en uiteindelijk de verhuizing, per 5 augustus 1606, van Werner en Edmond-Hugo Huyn (van de Huynse Rivieren-tak) van Aken naar kasteel Amstenrade, waarin ze ongestoord hun intrek konden nemen.

### Staten van het Overkwartier te Brussel
Op 14 mei 1607 ging Arnold met Walraven van Wittenhorst, Johan van Brempt en Philips van Bentinck als afgevaardigden naar Staten van het Overkwartier te Brussel, waar zij onderhandelden over het behouden van de oude rechten en gewoonten in hun gewest die door koning Filips II vaak werd genegeerd. Ook werd hier de kwijtschelding van nieuwe oorlogsbijdragen besproken.

### Late Tachtigjarige Oorlog en rijksgravenstand
In 1621, na het Twaalfjarig Bestand (1609-1621), wordt de oorlog hervat, in wat later bekend werd als de Dertigjarige Oorlog (1618-1648). De oorlog bestrijkt op dat moment heel West-Europa. Arnold had zich reeds rond 1605 van het strijdgewoel onttrokken, waarschijnlijk in verband met de totaal veranderde strijdkansen van koning Filips II. Zijn zoon Godfried maakt zich als generaal-veldmaarschalk der Duitse keizerlijke troepen zo beroemd, dat keizer Ferdinand III in 1639 zijn hele geslacht in de rijksgravenstand verheft. Arnold III en zijn zoon Arnold IV waren op dit moment al overleden. De titel van graaf ging daarom over naar zijn kleinzoon Arnold V Wolfgang Huyn van Geleen.

## Juridisch proces
Arnolds schoonvader, Godart van Bocholz, had in 1567 de helft van een groot bosgebied aangekocht te Houthulst. Arnolds vrouw, Margaretha, had dit domein geërfd.
Het bleek dat deze aankoop juridisch niet correct was, waardoor een proces werd aangespannen met het koninklijk domein. Op 20 augustus 1609 trof Arnold een schikking in deze zaak, waarbij het bosgebied aan de Staat werd teruggegeven. Als vergoeding ontvingen Arnold en Margaretha bij deze schikking met Albrecht van Oostenrijk en Isabella van Spanje:
- 80 bunders land gelegen onder Geleen, Neerbeek en Beek;
- de tienden in de heerlijkheid Geleen;
- de banmolen gelegen bij het Huis Geleen, die jaarlijks moest leveren: 16 malder rogge aan het Huis Geleen, 10 malder rogge en 10 malder gerst aan de pastorie van Hoensbroek en een vat raapzaad aan de kerk van Beek;
- de eigendom van de heerlijkheden Geleen met de kleine cijnzen, Oirsbeek en Brunssum, die Arnold tot dan toe slechts in pand had (deze heerlijkheden werden verder uit het leenverband met Valkenburg losgemaakt en rechtstreeks aan het leenhof van Brabant verbonden. Arnold verhief deze heerlijkheden op 10 oktober 1609 te Brussel);
- de helft van de inkomsten uit de heerlijkheid Schinnen (Gebroken Schinnen) en de heerlijkheid Mheer, waarvan Arnold de hoge jurisdictie verwerft (deze droeg Arnold in 1610 weer over aan Wijnand d’Imstenraedt, zoon van zijn tante Agnes Huyn);
- 20 vaten rogge jaarlijks van de hoeve Kemenade;
- 2000 ponden in termijnen;
- 1000 ponden in termijnen voor hun dochter Alexandra Maria Huyn voor aankoop van een ring.

Arnold zou op 12 maart 1622 tegenwoordig bij de lijkplechtigheden van aartshertog Albrecht van Oostenrijk te Brussel.

## Giften aan de kerk van Oud-Geleen

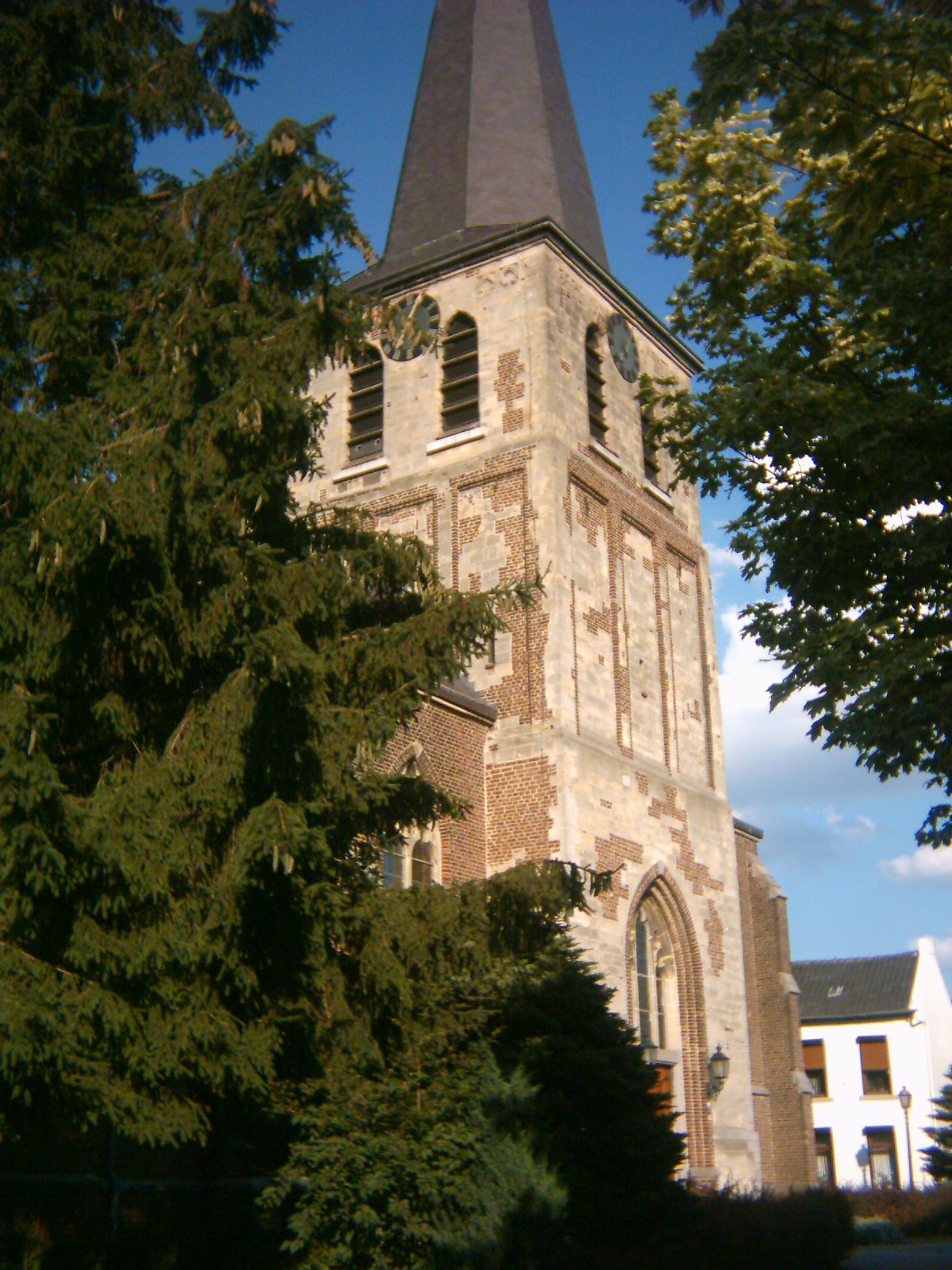
RK Kerk Marcellinus en Petrus te Oud-Geleen

Tussen 1605 en 1654 vermeldt de pastoor van Geleen (thans: Oud-Geleen) in zijn dagboek meerdere giften aan de kerk door leden van de familie Huyn. Hiertoe behoorden o.a. een doopvont met het wapen van de familie en het jaartal 1622. Ook zijn twee wijwatervaten in de oude toren door de familie Huyn geschonken.

## Overlijden
Omstreeks 13 oktober 1638 is Arnold overleden (in sommige bronnen gaat men ervan uit dat hij omstreeks 1644 is overleden) en begraven in de kerk van Wachtendonk.
Zijn grafsteen bevindt zich thans bij de ingang, in de muur, van de kerk. Het is een dubbele steen. Mogelijk is hij bij zijn vrouw Margaretha van Bocholz begraven, maar dat is niet met zekerheid te zeggen. 